# Sveriges damlandskamper i fotboll 2010
Sveriges damlandskamper i fotboll 2010
Säsongen bestod inte av något mästerskap, utan bara av VM-kvalmatcher, Algarve Cup och några träningsmatcher. Sverige kvalificerade sig för Fotbolls-VM 2011 genom att först vinna sin kvalgrupp, och sen vinna över Danmark i två playoff-matcher (hemma/borta) där Charlotte Rohlin gjorde det avgörande 2–2-målet i förlängning. Under kvalet tog Sverige sin största seger i en damlandskamp i fotboll när man den 23 juni besegrade Azerbajdzjan med 17–0.

## Matcher
| Datum        | Spelplats                  |          |              | Resultat       | Typ av match       | Målskyttar |
| ------------ | -------------------------- | -------- | ------------ | -------------- | ------------------ | --- |
| 24 februari  | Vila Real de Santo António | Sverige  | Norge        | 2 – 2          | Algarve Cup 2010   | 0–1 (7) Lindy Melissa Wiik 0–2 (13) Marit Fiane Christensen 1–2 (20) Linda Sembrandt 2–2 (53) Jessica Landström |
| 26 februari  | Vila Real de Santo António | Island   | Sverige      | 1 – 5          | Algarve Cup 2010   | 1–0 (17) Hólmfríður Magnúsdóttir 1–1 (47) Lisa Dahlkvist 1–2 (52) Linnea Liljegärd 1–3 (64) Linnea Liljegärd 1–4 (69) Kosovare Asllani 1–5 (71, str) Lisa Dahlkvist |
| 1 mars       | Ferreiras                  | USA      | Sverige      | 2 – 0          | Algarve Cup 2010   | 1–0 (57) Lauren Cheney 2–0 (87) Lauren Cheney |
| 3 mars       | Albufeira                  | Kina     | Sverige      | 0 – 2          | B Algarve Cup 2010 | 0–1 (13) Lisa Dahlkvist 0–2 (69) Nilla Fischer |
| 31 mars      | Broughton                  | Wales    | Sverige      | 0 – 4          | VM-kval            | 0–1 (69) Nilla Fischer 0–2 (78) Linnea Liljegärd 0–3 (85) Anna Paulson 0–4 (90) Jessica Landström |
| 22 april     | Dresden                    | Tyskland | Sverige      | Inställd *     | Träningsmatch      | |
| 19 juni      | Göteborg                   | Sverige  | Tjeckien     | 0 – 0          | VM-kval            | |
| 23 juni      | Göteborg                   | Sverige  | Azerbajdzjan | 17 – 0         | VM-kval            | 1–0 (19) Självmål 2–0 (25) Linda Forsberg 3–0 (31) Linda Forsberg 4–0 (33) Therese Sjögran 5–0 (41) Caroline Seger 6–0 (44) Linnea Liljegärd 7–0 (45+1) Caroline Seger 8–0 (49) Linnea Liljegärd 9–0 (52) Jessica Landström 10–0 (55) Kosovare Asllani 11–0 (60) Therese Sjögran 12–0 (62) Linnea Liljegärd 13–0 (63) Självmål 14–0 (66) Jessica Landström 15–0 (72) Sara Lindén 16–0 (78) Sara Lindén 17–0 (79) Anna Paulson |
| 13 juli      | Omaha                      | USA      | Sverige      | 1 – 1          | Träningsmatch      | 1–0 (44) Amy Rodriguez 1–1 (58) Linda Forsberg |
| 17 juli      | Hartford                   | USA      | Sverige      | 3 – 0          | Träningsmatch      | 1–0 (34) Megan Rapinoe 2–0 (45+1) Abby Wambach 3–0 (72) Abby Wambach |
| 21 augusti   | Prag                       | Tjeckien | Sverige      | 0 – 1          | VM-kval            | 0–1 (26) Caroline Seger |
| 25 augusti   | Växjö                      | Sverige  | Wales        | 5 – 1          | VM-kval            | 1–0 (12) Lotta Schelin 2–0 (45) Josefine Öqvist 3–0 (55) Josefine Öqvist 4–0 (60) Lotta Schelin 5–0 (72) Josefine Öqvist 5–1 (81) Gwennan Harries |
| 11 september | Göteborg                   | Sverige  | Danmark      | 2 – 1          | VM-kval Play Off   | 1–0 (12) Linda Forsberg 2–0 (61) Lotta Schelin 2–1 (64) Cathrine Paaske Sørensen |
| 16 september | Vejle                      | Danmark  | Sverige      | 2 – 2 ef.förl. | VM-kval Play Off   | 1–0 (41) Johanna B. Rasmussen 2–0 (43) Cathrine Paaske Sørensen 2–1 (73) Charlotte Rohlin 2–2 (94, förl.) Charlotte Rohlin |
| 26 oktober   | Falkenberg                 | Sverige  | Norge        | 3 – 1          | Träningsmatch      | 1–0 (4) Jessica Landström 2–0 (35) Lotta Schelin 2–1 (79) Isabell Herlovsen 3–1 (87) Lotta Schelin |

* = Matchen mellan Tyskland och Sverige den 22 april blev inställd på grund av askmolnen förorsakade av vulkanutbrottet på Island.

## Sveriges målgörare 2010
| 6 mål - Linnea Liljegärd 5 mål - Jessica Landström - Lotta Schelin 4 mål - Linda Forsberg 3 mål - Lisa Dahlkvist - Caroline Seger - Josefine Öqvist 2 mål - Kosovare Asllani - Nilla Fischer - Sara Lindén - Anna Paulson - Charlotte Rohlin - Therese Sjögran 1 mål - Linda Sembrandt Självmål - Azerbajdzjan 2 stycken |